# James Kimo Williams
James Kimo Lafayette Williams (Amityville (New York), 8 januari 1950) is een Amerikaans componist, muziekpedagoog, dirigent en gitarist.

## Levensloop
Williams vader was een lid van de United States Air Force. Williams groeide op tussen de vliegbasis, waar zijn vader gestationeerd was, en de farm van zijn grootouders in North Carolina, waar hij hulp verleende om de oogst van tabak binnen te halen. In 1968 vertrok hij naar het eiland Hawaï, waar zijn vader gestationeerd was, en ging aldaar op de "Leilehua High School". Op Hawaï werd zijn schuilnaam Jim Hawaïaans als Kimo uitgesproken, en sindsdien draagt hij deze naam als quasi tweede voornaam. Autodidactisch leerde hij de gitaar te bespelen. Een concert van Jimi Hendrix op 4 juli 1969 op de Waikiki Bowl heeft hem zo aangesproken, dat hij besloot muziek te gaan studeren.
Tijdens zijn militaire dienst was hij bij het 25th Combat Engineer Battalion in Lai Khê in de provincie Hải Dương in Vietnam richtte hij met anderen een band "The Soul Coordinators" op. Naar zijn terugkomst op Hawaï in november 1970 speelde hij in verschillende rock bands. Vanaf 1972 studeerde hij aan het Berklee College of Music in Boston. Naast gitaar studeerde hij aldaar ook compositie. In deze tijd vormde hij oom een ensemble "Paumalu Symphony", met dat hij zijn unieke compositie-stijl vertolkte. In 1976 behaalde hij zijn Bachelor of Music in compositie. Vervolgens doceerde hij 1 jaar aan deze universiteit. Aldaar leerde hij ook zijn toekomstige echtgenote, fluitiste en saxofoniste Carol kennen, die hij in 1978 huwde.
Vervolgens werden zij beide lid van de 9th Infantry Division Band the Fort Lewis. In 1980 werd zij samen verzet naar Fort Sheridan (Illinois). Aldaar richtten zij een eigen muziekuitgeverij (One Omik Music) en een platen- en CD-bedrijf (Little Beck Music) op. In deze tijd studeerde hij ook "Management" aan de Webster Universiteit in Saint Louis (Missouri) en behaalde aldaar zijn Master diploma.
In 1987 werd hij, intussen bevorderd tot Captain in de US-Army, docent aan het Sherwood Conservatory of Music in Chicago en aan de muziekafdeling van het Columbia College Chicago. In 1994 wisselde hij in een functie in het Arts Entertainment and Media Management Department van het Columbia College Chicago. In de loop van de jaren werd hij ook dirigent van de 85th Division Army Reserve Band. In 1996 nom hij in de rang van "Chief Warrant Officer" afscheid van de US-Army.
Williams werk Symphony For the Sons of Nam is een muzikale herinnering van de componist als soldaat aan de Vietnamoorlog. Het werd door bekende Amerikaanse symfonieorkesten uitgevoerd en in mei 1995 door de Chicago Sinfonietta op CD opgenomen. Het werk Buffalo Soldiers werd geschreven voor het militaire muziekkorps van de West Point Military Academy ter gelegenheid van viering van het 200-jarig bestaan van de Academie in 2002.

## Composities

### Werken voor orkest
- 1990-1991 Symphony For The Sons of Nam, voor orkest
  1. Chapter 1 (hoofdstuk 1)
    1. March of the Sons
    2. Conversations
    3. Questions and Answers
    4. In Country

  2. Chapter 2 (hoofdstuk 2)
    1. Anticipation of Going Home
    2. March of The Sons
    3. Leaving the Jungle
    4. Reflections
    5. Silent Prayer
    6. Flying Home
- 1994 Fanfare For Life, voor orkest
- 1995 Two Gether, voor strijkorkest
- Buffalo Soldiers
- N, concert voor piano en orkest

### Werken voor harmonieorkest
- 2002 Buffalo Soldiers
  1. Prologue
  2. Overture
  3. Bugle Calls
  4. Narration and Retreat
- Fanfare For Life

### Kamermuziek
- 1978 Quiet Shadows, voor strijkkwartet
- 1990 Quartet For Sons of Nam, voor strijkkwartet
- 1993 A New Beginning, voor strijkkwartet
- 1995 Two Gether, voor strijkkwartet

## Publicaties
- Applied Music Theory For Managers Engineers Producers and Artists 2nd Edition, Chicago: One Omik Music Products,